# Петер Гаде
Петер Крістенсен Гаде (дан. Peter Christensen Gade; нар. 14 грудня 1976 року) — професійний данський бадмінтоніст, виступає в одиночній категорії. У даний момент проживає в Копенгагені зі своєю дружиною Камілою Хоай, колишньою гандболісткою. У них є дочка Нана, яка народилася в 2004 році.
Петер Гаде став відомим у світі бадмінтону після перемоги на All England 1999 року і завоювання 4 медалей на чемпіонаті Європи. З 1998 по 2001 був кращим серед данців у рейтингу Всесвітньої федерації бадмінтону. Завоював 16 титулів на турнірах Гран-Прі. 11 червня 2006 року виграв Відкритий чемпіонат Сінгапуру, після чого 22 червня 2006 року повернув собі 1 рядок рейтингу Всесвітньої федерації бадмінтону, але ненадовго: у наступному рейтингу за 29 червня 2006 року він вже займав 3-е місце.
Стиль гри Петера Гаде відомий як швидкоатакуючий, з постійним тиском і використанням обманних ударів.

## Кар'єра

### Перемоги в міжнародних турнірах
- 2007 — Відкритий чемпіонат Малайзії
- 2006 — Чемпіонат Європи, Відкритий чемпіонат Сінгапуру, Копенгаген Мастерс
- 2005 — Відкритий чемпіонат Кореї, Копенгаген Мастерс
- 2004 — Чемпіонат Європи, Копенгаген Мастерс
- 2002 — Відкритий чемпіонат США, Копенгаген Мастерс
- 2000 — Відкритий чемпіонат Кореї, Відкритий чемпіонат Данії
- 1999 — All England, Відкритий чемпіонат Іпо, Копенгаген Мастерс, Відкритий чемпіонат Японії, Фінал Світового Гран-Прі
- 1998 — Відкритий чемпіонат Японії, Відкритий чемпіонат Швейцарії, Відкритий чемпіонат Данії, Відкритий чемпіонат Малайзії, Чемпіонат Європи
- 1997 — Відкритий чемпіонат Німеччини, Відкритий чемпіонат Тайваню, Відкритий чемпіонат Гонконгу
- 1995 — Відкритий чемпіонат Шотландії, Юнацький Європи
- 1994 — Юнацький чемпіонат світу (чоловічі пари)

### Супер Серія
| Легенда | Легенда       |
| ------- | ------------- |
| 1       | Победитель    |
| 2       | Финалист      |
| SF      | Полуфинал     |
| QF      | Четвертьфинал |
| R2      | 2-й Раунд     |
| R1      | 1-й Раунд     |
| Q       | Квалификация  |
| DNP     | Не играл      |

#### 2007
| Игрок      | MAS | KOR | ENG | SUI | SIN | INA | CHN | JPN | DEN | FRA | CHN | HKG | Очки   |
| ---------- | --- | --- | --- | --- | --- | --- | --- | --- | --- | --- | --- | --- | ------ |
| Петер Гаде | 1   | DNP | R1  | SF  | SF  | QF  | R2  | QF  | R2  | QF  | QF  | QF  | 54,440 |

#### 2008
| Петер Гаде | 1 | DNP | SF | DNP | DNP | 45,240 |

### Олімпійські ігри
Поступився у матчі за 3-е місце на Олімпіаді-2000. На Олімпійському турнірі 2004 року програв у чвертьфіналі майбутньому олімпійському чемпіонові Тауфику Хидаяту.
Публічно заявив, що його головною метою є золота медаль на Олімпіаді 2008 року в Пекіні [джерело?].

## Нагороди
- Игрок года по мнению IBF

## Зноски
1. 1 2  http://www.bbc.co.uk/sport/olympics/2012/athletes/9e8c6284-d5d0-4487-b3bb-df73eaa89e65
2. ↑  http://www.bbc.co.uk/sport/0/badminton/17295640
3. 1 2 3 4  https://bwf.tournamentsoftware.com/player-profile/D5745F12-D4EC-4638-B380-0E7EB18419F8
4. ↑  http://500px.com/ArKaz/stories/54129
5. ↑  http://badmintonpeople.dk/cms/?cmsid=133&pageid=11758